# Begonia austroguangxiensis
Espèce
Begonia austroguangxiensis est une espèce de plantes de la famille des Begoniaceae.
Elle a été décrite en 2005 par Yu Min Shui et Wen Hong Chen. 

## Répartition géographique
Cette espèce est originaire du pays suivant : Chine.